# Restored, returned
Restored, returned is een studioalbum van het ensemble rond Tord Gustavsen. Het album is opgenomen in januari 2009 in de Rainbow Studio te Oslo met Jan Erik Kongshaug achter de knoppen. Het album bevat deels getoonzette gedichten van W. H. Auden uit het boek Another time (1940). Kristin Asbjornsen, die een nogal rauwe bluesachtige stem heeft, zingt. De muziek is zowel qua dynamiek als tempo rustig.

## Musici
- Tord Gustavsen – piano
- Kristin Asbjornson – zang
- Tore Brunberg – sopraansaxofoon, tenorsaxofoon
- Mats Eilertsen – contrabas
- Jarle Vespestad – slagwerk

## Muziek
Muziek van Gustavsen

| Nr. | Titel                                                               | Duur |
| --- | ------------------------------------------------------------------- | ---- |
| 1.  | The child within                                                    | 3:48 |
| 2.  | Way in                                                              | 4:29 |
| 3.  | Lay your sleeping head, my love (tekst: Auden)                      | 2:50 |
| 4.  | Spiral song                                                         | 4:01 |
| 5.  | Restored, returned (tekst: Auden)                                   | 5:55 |
| 6.  | Left over lullaby no. 2                                             | 4:44 |
| 7.  | The swirl/Wrapped in a yielding air (tekst: Auden)                  | 5:23 |
| 8.  | Left over lullaby no. 1/O stand, stand at the window (tekst: Auden) | 7:18 |
| 9.  | Your crooked heart                                                  | 3:41 |
| 10. | The gaze                                                            | 5:39 |
| 11. | Left over lullaby no. 3                                             | 3:04 |